# Sân bay Texcoco
Một sân bay quốc tế mới Thành phố Mexico đã được tổng thống Mexico Enrique Peña Nieto tuyên bố trong bài diễn văn trước liên minh các bang vào ngày 02 tháng 9 năm 2014, ông đã nói rằng sân bay mới này sẽ là emblemático, hay một biểu tượng quốc gia. Sân bay mới sẽ thay thế sân bay quốc tế hiện tại của Thành phố Mexico, đang hoạt động bằng công suất. Sân bay mới sẽ có một nhà ga lớn rộng 6.000.000 feet vuông (560.000 m2) trên lô đất có tổng diện 11.400 mẫu Anh. Ban đầu nó sẽ có ba đường băng và có thể mở rộng lên đến sáu đường băng: có hai đường băng dài 4,5 km mỗi đường và bốn đường băng có chiều dài mỗi đường 4 km. Với ba đường băng được sử dụng đồng thời, sân bay sẽ có thể phục vụ lên đến 50 triệu lượt hành khách mỗi năm.
Các kiến trúc sư là Sir Norman Foster và Fernando Romero, con rể của tỷ phú Carlos Slim và kiến trúc sư của Bảo tàng Soumaya. Dự án này sẽ là một sự hợp tác giữa Foster and Partners, FR-EE (công ty của Romero) và NACO (Tư vấn Sân bay Hà Lan).
Vào ngày 30 tháng 10 năm 2018, sau khi Andrés Manuel López Obrador đắc cử, ông tuyên bố hủy bỏ dự án do kết quả của một tuyên bố công khai với tính hợp pháp đáng ngờ.

## Xây dựng
Việc xây dựng sẽ chia ra làm hai giai đoạn, 2015-2020 (nhưng với một số hoạt động bắt đầu từ năm 2018) và giai đoạn thứ hai được xác định. Tính đến thời điểm tháng 9 năm 2014 hồ sơ mời thầu vẫn chưa được phát hành. Giai đoạn I đã được ước tính có dự toán 120 tỷ peso Mexico, khoảng 9,1 tỷ đô la Mỹ, nhưng ngày 4 tháng 9 năm 2014, dự toán đã được điều chỉnh lên 169 tỷ peso (13 tỷ USD).
Nguồn vốn xây dựng sẽ là 58% công và 42% tư. Sân bay sẽ được xây dựng trên đất đã thuộc sở hữu của chính phủ liên bang trong lòng hồ của hồ Texcoco, một khu vực được gọi là Zona Federal del Lago de Texcoco, bang Mexico, phía đông sân bay hiện hữu.